# 나타우치촌
나타우치촌(釶打村)은 이시카와현 하쿠이군·가시마군에 존재했던 촌이다. 현재의 나나오시에 해당한다.

## 지리
- 현재의 나나미오시, 구 나카지마정의 북서부에 위치하였다.
- 구릉으로 둘러싸인 쿠마키강 상류 계곡, 분지 지역에 위치한다

## 역사
- 1889년 4월 1일 - 정촌제 시행에 의해 9개 촌의 구역을 가지고 성립하였다.
- 1954년 3월 31일 - 나카지마촌, 도요카와촌, 구마키촌, 가사시호촌, 니시기시촌과 합병해 나카지마정이 성립하였다.